# Lac du Mas Chaban
Der Lac du Mas Chaban ist ein Stausee der Moulde im Département Charente in Frankreich. Die Staumauer wurde im Jahr 2000 fertiggestellt.

## Geographie
Der auf 210 Meter Meerhöhe liegende Lac du Mas Chaban erstreckt sich über das Gemeindegebiet der Kommunen Lésignac-Durand und Massignac im Département Charente. Rund 3,5 Kilometer weiter östlich befindet sich der Stausee Lac de Lavaud. Beide Stauseen bilden zusammen die Lacs de Haute-Charente. Von der aus grobem Blockwerk errichteten Staumauer bis zur linksseitigen Mündung der Moulde in die Charente sind es 3 Kilometer. Nur unweit nördlich der Staumauer liegt die Mühle Moulin du Mas Chaban, nach der der See benannt wurde.
Wie auch der benachbarte Lac de Lavaud wird der Stausee von einer Straßentrasse in zwei sehr ungleiche Hälften geteilt – in diesem Fall von der D 163 von Massignac nach Saint-Quentin-sur-Charente. Ein betonierter Durchlauf innerhalb der als Damm dienenden Straßenaufschotterung ermöglicht den Wasseraustausch. Der Nordabschnitt des Stausees ist 4 Kilometer lang und verläuft in Nord-Süd-Richtung. Der wesentlich kleinere Südteil misst nur 1 Kilometer und endet am Ostausgang von Massignac an der D 13 von Massignac nach Verneuil.
Die Oberfläche des Stausees beträgt 1,17 Quadratkilometer. Weiter flussaufwärts ist die Moulde in drei kleinere Weiher aufgestaut, ihr Einzugsgebiet bedeckt 52 Quadratkilometer. Zuflüsse in den Stausee sind Cruzeau, Mas de L'Épi, Turlut und Petit Pont.
Das Gesamtvolumen von Haupt- und Nebenspeichern erreicht 14,2 Millionen Kubikmeter. Die Abflussmenge schwankt zwischen 80 und maximal 2000 Liter pro Sekunde.
Der Stausee dient vorwiegend dem gestiegenen Bewässerungsbedarf der Landwirtschaft. Gleichzeitig nimmt er eine regulierende Funktion im Wasserhaushalt ein – so können im Winterhalbjahr Hochwasser abgeschwächt und im Sommerhalbjahr Trockenheiten ausgeglichen werden.
Touristisch ist der Lac du Mas Chaban bisher kaum erschlossen. Am Ostufer besteht ein öffentlicher Parkplatz und am Südwestende in Richtung Massignac wurde ein Abenteuerpark eingerichtet.

## Geologie

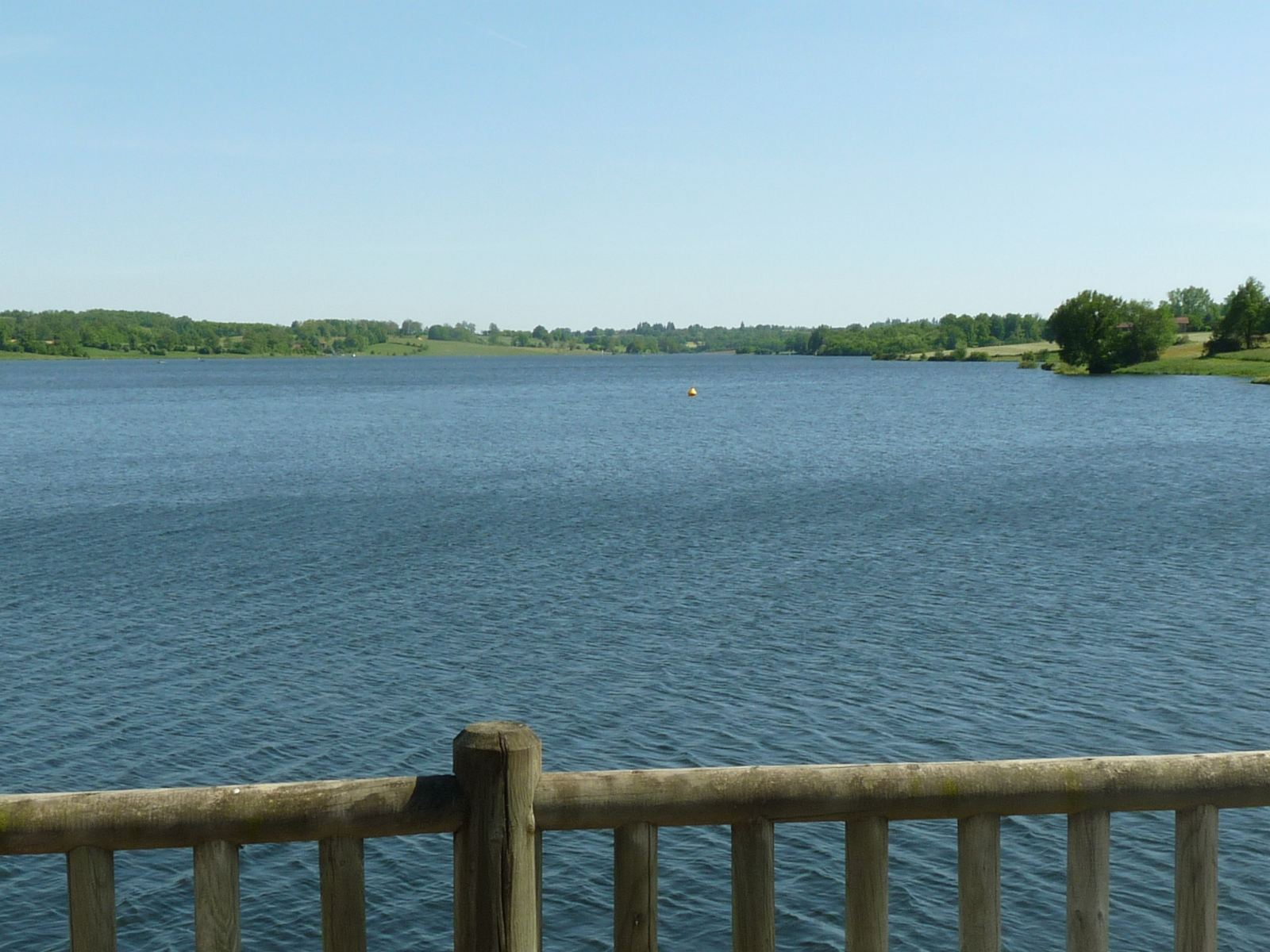
Blick von der Staumauer nach Süden – im Frühsommer bei maximalem Wasserstand

Geologisch gehört der Lac du Mas Chaban zum kristallinen Grundgebirge des nordwestlichen Massif Central. Es stehen überwiegend plagioklasführende Paragneise der Unteren Gneisdecke an. Diese Gesteine sind aus Grauwacken hervorgegangene hochgradige Metamorphite der Sillimanit-Fazies. Ihre Besonderheit sind linsenartige Einschlüsse von Orthogneisen und Mikrograniten. Letztere können auch gangartig auftreten. Die Einschlüsse sind im Gelände wegen ihrer größeren Erosionsbeständigkeit sehr gut als Knollen im Meter- bis Dekameterbereich zu erkennen, so beispielsweise entlang dem Nordostufer des nördlichen Stausees. Am Ostufer des südlichen Stausees verläuft eine kataklastische Scherzone in Nord-Süd-Richtung, an deren Nordende ein kleines Leukogranitvorkommen aufgedrungen ist.

## Ökologie

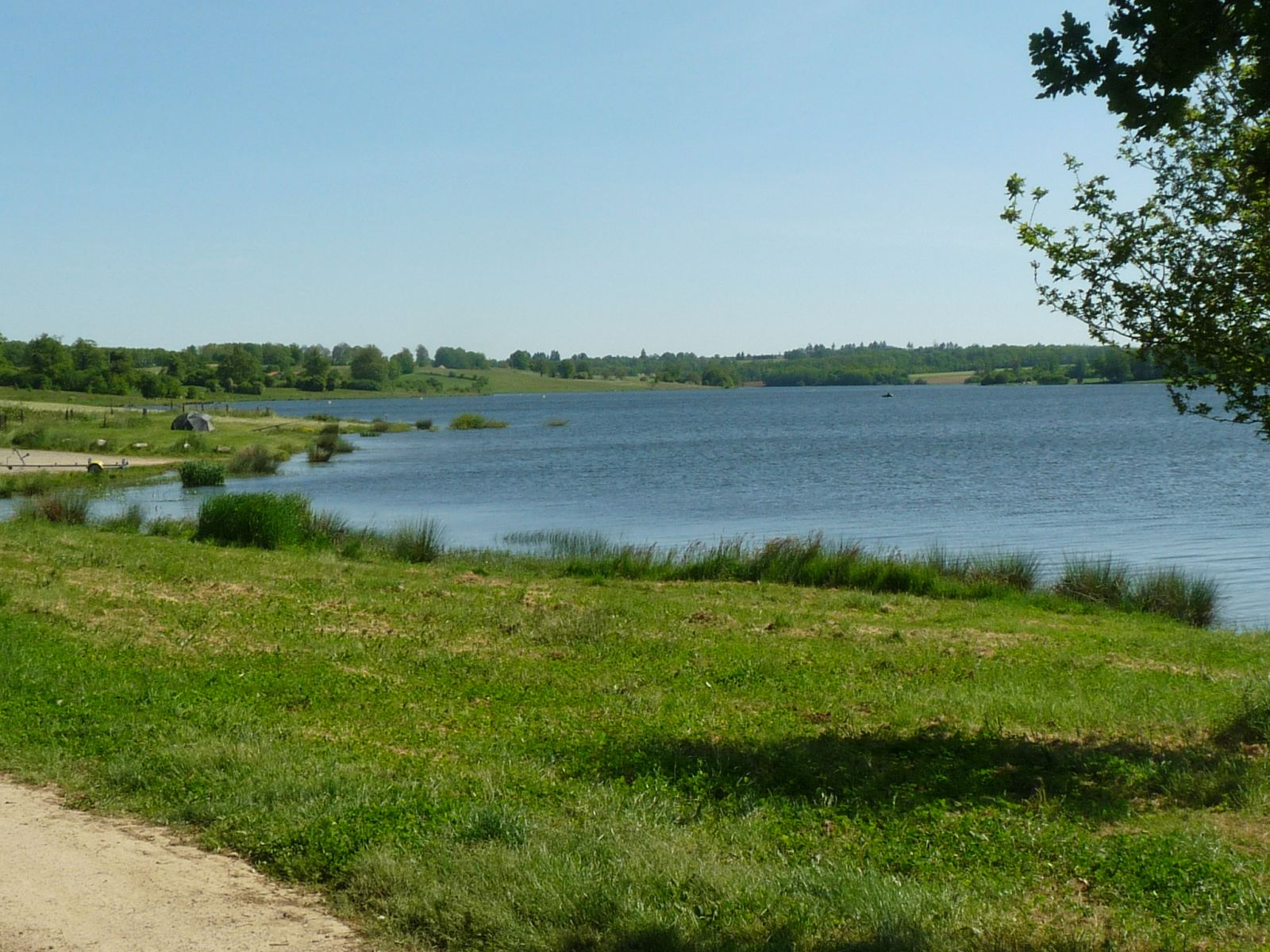
Blick entlang des Ostufers gen Süden

Der Lac du Mas Chaban ist Aufenthaltsort für zahlreiche Wasservögel.
Am Seeboden wurde ein neuartiges Pressluftsystem zur Erzeugung von aufquellenden Luftblasen verlegt. Dies soll einer eventuellen, zu anoxischen Bedingungen führenden Dichteschichtung entgegenwirken. Ein hierbei in Kauf zu nehmender Nachteil ist jedoch eine stärkere Durchmischung des Sees, welche ihrerseits wiederum eine allmähliche Erwärmung des Gewässers und somit Eutrophierung und Ausbreitung von Pathogenen nach sich zu ziehen droht.